# André Bialek

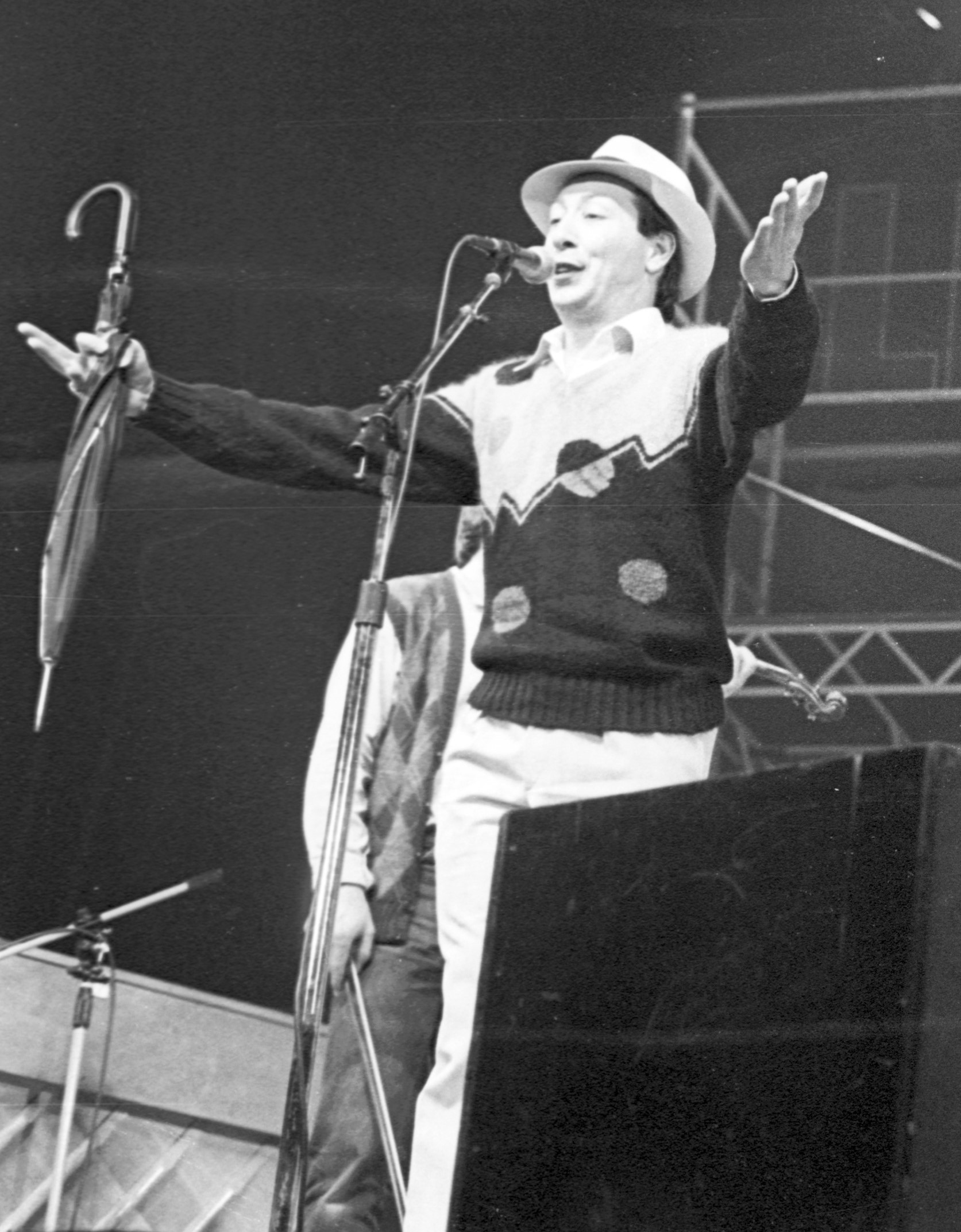
André Bialek tijdens zijn optreden in 1982 op het Vlaams Progressief Zangfeest in de Arenahal in Deurne.

André Bialek (Etterbeek, 10 februari 1947) is een Belgisch Franstalig chansonnier.
De muziek van Bialek is te omschrijven als folk-rock en gaat vooral over de sociale realiteit van België in een tijd van immigratie, arbeid, verstedelijking en Waals-Vlaamse eigenaardigheden (eind de jaren 70, begin de jaren 80).

## Biografie
De vader van Bialek was van Poolse afkomst, zijn moeder was Nederlandse. Toen hij 18 jaar was verliet Bialek de school en zwierf wat doorheen België. Hij woonde aan de Belgische kust en op verschillende plaatsen in Brussel. In 1971 schreef hij zich in aan de Academie van Schone Kunsten voor de richting Tekenen. 's Avonds en 's nachts werkte hij. Het was in deze periode dat Bialek begon met componeren. De oudste nummes zijn Ma façon de vivre en L'alcool. Hij won een liedjeswedstrijd in Bastenaken maar nam daarna nooit meer deel aan dergelijke wedstrijden. In de weekends ging hij in zijn eentje optreden en weldra werd hij vaak gevraagd in jeugdhuizen en op festivalletjes.
In 1975 ging hij in Hoeilaart wonen met de liefde van zijn leven. Hij componeerde er La Belle Gigue dat later zijn bekendste nummer zou worden. Het lied is een ode aan de eenheid van de Belgen. In die periode richtte hij het groepje Bal du Bourgmestre op met enkele bevriende musici. Het volgende jaar kreeg hij een platencontract bij IBC, dat later bij EMI ging horen. Deze platenmaatschappij bleef Bialek zijn hele leven trouw. Hij nam er de plaat Rue de L'arbre Bénit / Gewijde Boomstraat op met Jean Blaute als producer. De plaat is genoemd naar de straat waar Charles de Coster, de auteur van Tijl Uilenspiegel, in eenzaamheid stierf. In het hele land kreeg deze plaat positieve kritiek.
Zijn tweede plaat volgde in 1978 en heet Belgeries. Hiermee werd hij op vele festivals gevraagd. Hij was onder meer te zien op Temps des Cérises, Nekka, Dranouter, Nyon, Quebec, Printemps de Bourges ... en op BROSELLA Folk 13 juli 1980 trad André Bialek (vocals) op met Jean-Luc Manderlier (piano, keyboards, percussion), Patrick Hanappier (viola, violin, cello), Jean-Louis Rassinfosse (double bass) ...
In 1981 kwam zijn bekendste plaat Nord-Sud uit. Hiermee toerde hij met zijn Nord-Sud-show. Hij was een van de weinige artiesten die in die tijd zowel in Vlaanderen als in Wallonië media-aandacht genoot.
Bij het maken van een tv-special voor de RTBF rond zijn nieuwste plaat André Bialek had hij er in 1984 opeens genoeg van. Hij borg zijn gitaar op om in het milieu van de publiciteit te treden. Hij kon in 1997 nog overgehaald worden om Les Années Belle Gigue uit te brengen, een compilatie van eerder werk, en schreef sporadisch nog een nummer voor andere bands.

## Discografie
- 1976: Rue de L'arbre Bénit / Gewijde Boomstraat
- 1978: Belgeries
- 1981: Nord-Sud
- 1984: André Bialek
- 1997: Les Années Belle Gigue